# Epicrates exsul
Epicrates exsul là một loài rắn trong họ Boidae. Loài này được Netting & Goin mô tả khoa học đầu tiên năm 1944.